# 広瀬正一
広瀬 正一（、1918年〈大正7年〉6月23日 - 没年不詳）は、日本の元俳優、スーツアクターである。本名は広瀬 正一（ひろせ まさかず）。

## 来歴・人物
1950年（昭和25年）、東宝に入社した。同期には中島春雄がおり、俳優学校でも同窓であった。クレージーキャッツ映画の常連でもある。
『キングコング対ゴジラ』（1962年）でキングコング役を演じた。
1971年、東宝の大部屋が廃止になり、所属俳優は全てリストラされたが、広瀬は撮影所のステージマンとして残り、1990年代まで元気な姿を見せていたという。1980年代までは映画にも出演していた。
しかし、同年代半ばごろに椎間板ヘルニアを患い東京都大田区大森南の東京労災病院に入院。数年後、入所先の老人ホームで死去したとされるが、詳細な没年月日については不詳である。

## 人物
ソロモン海戦の生き残りということで「ソロモン」というあだ名がつけられた。
特技は殺陣。ゴジラ役として広瀬が演じる怪獣と立ち回りを行った中島春雄は、広瀬についてアクションが得意という印象はなかったが、一生懸命でいい相手役であったと述懐している。
恰幅の良い体格に反して酒は苦手であったといい、中島はコップ半分のビールで真っ赤になっていたと証言している。
広瀬は『キングコング対ゴジラ』以前から怪獣役に興味を持ち、「何かあったらやらせてくれ」と熱心に特撮班に働きかけていた。キングコング役は、サルのモノマネが得意であったことから広瀬が自ら志願したという。中代文雄によれば、特技監督の円谷英二が「今度のコング役は誰がいいかな」と言うので、普段の立ち居振る舞いから「彼（広瀬）なんてどうですか」と答えたところ、円谷も「あれはピッタリだな」と納得したという。ところが、実際に着ぐるみを着ての演技になると、動きが猿そのものになってしまい（広瀬自身、動物園で猿の動きを研究したという）、「普段通りにやってくれ」との指示が出たという。中島も、他人の悪口をあまり言わない円谷が「ぬいぐるみを被るとコングじゃなくなる」と苦言を呈していたことを証言している。また、広瀬は汗っかきであったため、造形助手の開米栄三はスーツのメンテナンスに苦労していたという。

## 出演作

### 映画
- ラッキーさん（1952年） - 映画館の客[注釈 2]
- 生きる（1952年） - やくざの子分[注釈 2]
- 太平洋の鷲（1953年） - 赤城整備員[13][注釈 2]
- 七人の侍（1954年） - 野武士
- ゴジラシリーズ
  - ゴジラ（1954年） - 国会議員[5][9][注釈 2]
  - ゴジラの逆襲（1955年） - 囚人D[13][14][6][4][15]
  - キングコング対ゴジラ（1962年） - キングコング[7][6][4][16][8]
  - 三大怪獣 地球最大の決戦（1964年） - 村の人1[13][4][17][注釈 3]
  - 怪獣大戦争（1965年） - キングギドラ[13][4][24][25][9][8][23][26]
  - ゴジラ・エビラ・モスラ 南海の大決闘（1966年） - カヌーで逃げる原住民1[13][27][23]
  - メカゴジラの逆襲（1975年） - 基地の地球人労働者[28][23]
- 透明人間（1954年） - 銀座の警察官[29]
- 獣人雪男（1955年） - 捜索隊員[要出典][注釈 2]
- ならず者（1956年） - 林業の労働者
- 鬼火（1956年） - 押し売り
- 空の大怪獣 ラドン（1956年） - メガヌロン[30]、パイロット[30][31]
- 地球防衛軍（1957年） - 警視庁の刑事[32]
- 変身人間シリーズ
  - 美女と液体人間（1958年） - 消防署長[33][注釈 4]
  - 電送人間（1960年） - 海南貿易社員[13][34]
  - ガス人間㐧一号（1960年） - 留置場の看守2[2][20][35]
- 大怪獣バラン（1958年） - 漁師A[36]
- 隠し砦の三悪人（1958年） - 山名の雑兵
- サザエさんの結婚（1959年） - 撮影所の映画監督[注釈 5]
- 暗黒街の顔役（1959年） - 鳴海[注釈 5]
- 日本誕生（1959年） - 熊曾の兵[注釈 5][37]
- 孫悟空（1959年） - 土人の酋長
- ハワイ・ミッドウェイ大海空戦 太平洋の嵐（1960年） - 整備兵[要出典]
- 用心棒（1961年）
- モスラ（1961年） - ダム監視員[2][3][38]
- 黒い画集 第二話 寒流（1961年） - 鍛冶久一
- 青島要塞爆撃命令（1963年） - 警備隊当直下士[13]
- クレージー作戦シリーズ
  - クレージー作戦 くたばれ!無責任（1963年） - バス停のわりこみ男
  - 大冒険（1965年） - ヒゲの交通警官[39]
  - クレージー大作戦（1966年） - 非常警戒の警官
  - クレージーだよ天下無敵（1967年）- 職人風の通勤客
  - クレージー黄金作戦（1967年）- 債権者
  - クレージーの怪盗ジバコ（1967年） - タクシー運転手
- 海底軍艦（1963年） - ムウ帝国人[40]
- 日本一シリーズ
  - 日本一のホラ吹き男（1964年） - 土木作業員
  - 日本一の断絶男（1969年） - 十字組親分
- 宇宙大怪獣ドゴラ（1964年） - 火力発電所員[41]
- クレージー映画（時代劇）
  - ホラ吹き太閤記（1964年） - 棟梁
  - クレージーの殴り込み清水港（1970年） - 鮫造の子分
- 赤ひげ（1965年） - 地廻り
- 太平洋奇跡の作戦 キスカ（1965年） - 山下水兵長[13]
- フランケンシュタイン対地底怪獣（1965年） - トンネル工夫[13][42]
- フランケンシュタインの怪獣 サンダ対ガイラ（1966年） - 山のガイド[13][43]
- キングコングの逆襲（1967年） - エクスプロアー号乗組員[44]
- 100発100中 黄金の眼（1968年） - レスラー
- ザ・タイガース 世界はボクらを待っている（1968年） - 秘密警察員B
- 激動の昭和史 軍閥（1970年）
- 白鳥の歌なんか聞えない（1972年）
- ゴキブリ刑事（1973年） - 吉田巡査
- ザ・ゴキブリ（1973年） - 警官
- 華麗なる一族（1974年）
- ルパン三世 念力珍作戦（1974年） - 美術館警備員
- 沖田総司（1974年） - 平山五郎
- 阿寒に果つ（1975年） - 看守
- ハウス（1977年） - ラーメン屋の客[45]
- 金田一耕助の冒険（1979年） - サラ金大王の配下の一人
- ねらわれた学園（1981年） - 関酒店の隣の老人
- 連合艦隊（1981年） - 整備兵[要出典][注釈 6]
- 日本殉情伝 おかしなふたり ものくるほしきひとびとの群（1988年） - 浜の勝造

### テレビ
- 顔（1959年）
- 青春とはなんだ（1965年 - 1966年） - 用務員
- 快獣ブースカ（1967年）
  - 第29話「地底戦車で探検」 - 地底軍大将
  - 第33話「不思議なドンブラ島」・第34話「ドンブラ島の化け狸」 - 狸の山賊
  - 第38話「海が呼んでる」 - サメ吉
- 戦え! マイティジャック 第20話「宇宙忍者をあばき出せ」（1968年） - 警備員
- 東京バイパス指令（1968年 - 1970年）[注釈 7]
- 日本沈没（1974年）
  - 第1話「飛び散る海」 - 下田の消防団員[注釈 2]
  - 第7話「空の牙、黒い竜巻」 - 阿部玲子（由美かおる）を助ける運転手

## 殺陣
- 日本一の若大将（1962年）